# خوسيه ماريا بيدروتو
خوسيه ماريا كارفالو بيدروتو (بالبرتغالية: José Maria Carvalho Pedroto؛ 21 أكتوبر 1928 – 7 يناير 1985) كان لاعب كرة قدم برتغاليًا لعب كلاعب خط وسط ومدرب.

## وصلات خارجية
- خوسيه ماريا بيدروتو على موقع قاعدة بيانات كرة القدم.إي يو (الإنجليزية)
- خوسيه ماريا بيدروتو على موقع ناشيونال فوتبول تيمز (الإنجليزية)
- خوسيه ماريا بيدروتو على موقع عالم كرة القدم.نت (الإنجليزية)